# Geronimo Stilton im Königreich Fantasia
Geronimo Stilton ist eine 2000 begonnene italienische Kinderbuchserie und Trickfilmserie über eine gleichnamige Figur des Verlags Edizioni Piemme.
Die eigentlich spießige Maus Geronimo Stilton lebt in Mausilia auf der Mäuse-Insel und arbeitet als Verleger der Tageszeitung „Neue Nager-Nachrichten“. Er schreibt Geschichten über seine aufregenden Abenteuer, in denen er Kriminalfälle löst und Schätze sucht. Wenn er erregt ist, ruft Stilton „Gütiger Gouda!“. Unterstützt wird er von seinem Neffen Benjamin (dessen Computer Benpad heißt) und dessen Freundin Pandora, seiner Schwester Thea und seinem tollpatschigen verfressenen Cousin Farfalle, genannt FF.
Das Buch Geronimo Stilton im Königreich Fantasia dient auch als Vorlage für ein gleichnamiges Musical.

## Premio Andersen
Persönlichkeit des Jahres 2001: Edizioni Piemme (Hrsg.) – Geronimo Stilton